# Fernando Nicolas Oliva
Fernando Nicolas Oliva (26 september 1971) is een voormalig Argentijns voetballer.

## Carrière
Fernando Nicolas Oliva speelde tussen 1996 en 2001 voor Shimizu S-Pulse.

## Statistieken
| Japan   | Japan           | Japan       | League | League | Emperor's Cup | Emperor's Cup | J-League Cup | J-League Cup | Totaal | Totaal |
| Seizoen | Club            | League      | Wed.   | Goals  | Wed.          | Goals         | Wed.         | Goals        | Wed.   | Goals  |
| ------- | --------------- | ----------- | ------ | ------ | ------------- | ------------- | ------------ | ------------ | ------ | ------ |
| 1996    | Shimizu S-Pulse | J. League 1 | 18     | 5      | 2             | 1             | 16           | 9            | 36     | 15     |
| 1997    | Shimizu S-Pulse | J. League 1 | 22     | 13     | 3             | 2             | 5            | 2            | 30     | 17     |
| 1998    | Shimizu S-Pulse | J. League 1 | 27     | 21     | 0             | 0             | 0            | 0            | 27     | 21     |
| 2000    | Shimizu S-Pulse | J. League 1 | 5      | 1      | 4             | 1             | 2            | 1            | 11     | 3      |
| 2001    | Shimizu S-Pulse | J. League 1 | 0      | 0      | 0             | 0             | 0            | 0            | 0      | 0      |
| Totaal  | Totaal          | Totaal      | 72     | 40     | 9             | 4             | 23           | 12           | 104    | 56     |